# Маяк Октября
Маяк Октября — посёлок в Ленинском районе Волгоградской области, административный центр и единственный населённый пункт Маякского сельского поселения.
Население — 472 (2021)

## Общая физико-географическая характеристика
Посёлок расположен в полупустынной зоне на севере Ленинского района, в пределах Прикаспийской низменности, на высоте 20 метров выше уровня мирового океана. К посёлку подведена ветвь Ленинского канала. Особенностью местности является наличие невысоких бугров и западин. Почвенный покров комплексный: распространены светло-каштановые солонцеватые и солончаковые почвы, солонцы луговатые (полугидроморфные) и лугово-каштановые почвы.
По автомобильной дороге расстояние до областного центра города Волгограда составляет 120 км, до районного центра города Ленинска — 82 км. Ближайшие населённые пункты: в 22 км к юго-западу расположен посёлок Рассвет, в 20 км к северо-западу-северу расположен посёлок Катричев Быковского района.
Климат
Климат резко континентальный, засушливый (согласно классификации климатов Кёппена-Гейгера — Dfa). Среднегодовая температура воздуха положительная и составляет + 7,9 °C, средняя температура самого холодного месяца января — 8,4 °C, самого жаркого месяца июля + 24,0 °C. Расчётная многолетняя норма осадков — 355 мм. Наименьшее количество осадков выпадает в марте (20 мм), наибольшее в июне (40 мм)

## История
Дата основания не установлена. Посёлок Маяк Октября значится в Списке населённых пунктов по Среднеахтубинскому району по состоянию на 1 января 1964 года (в составе Краснозвездинского сельсовета). В 1965 году Краснозвездинский сельсовет со всеми населёнными пунктами передан Ленинскому району. В 1975 году Краснозвездинский сельсовет переименован в Рассветинский (с 1978 года — Рассветенский). Решением Волгоградского облисполкома от 23 апреля 1986 года № 12/213 в Ленинском районе был образован Маякский сельсовет с населенным пунктом посёлок Маяк Октября

## Население
| 1987  | 2002 |
| ----- | ---- |
| ≈ 520 | 671  |

| 2010 | 2012 | 2013 | 2014 | 2015 | 2016 | 2017 |
| ---- | ---- | ---- | ---- | ---- | ---- | ---- |
| 586  | ↗593 | ↘584 | ↘570 | ↘563 | ↗572 | ↘539 |
| 2018 | 2019 | 2020 | 2021 |      |      |      |
| ↗540 | ↘506 | ↘490 | ↘472 |      |      |      |